# White Blood Cells
White Blood Cells är det amerikanska rockbandet The White Stripes tredje studioalbum. Albumet, som släpptes i juli 2001, blev gruppens kommersiella genombrott och sålde bra både i USA och Storbritannien. "Hotel Yorba", "Fell in Love With a Girl", "Dead Leaves and the Dirty Ground" och "We're Going to Be Friends" är de mest kända låtarna från albumet.
Albumet är tillägnat Loretta Lynn, en av Jack Whites favoritsångerskor. Några år senare producerade han hennes album Van Lear Rose.

## Låtlista
Alla låtar skrivna av The White Stripes.
1. "Dead Leaves and the Dirty Ground" - 3:04
2. "Hotel Yorba" - 2:10
3. "I'm Finding It Harder to Be a Gentleman" - 2:54
4. "Fell in Love With a Girl" - 1:50
5. "Expecting" - 2:03
6. "Little Room" - 0:50
7. "The Union Forever" - 3:26
8. "The Same Boy You've Always Known" - 3:09
9. "We're Going to Be Friends" - 2:22
10. "Offend in Every Way" - 3:06
11. "I Think I Smell a Rat" - 2:04
12. "Aluminium" - 2:19
13. "I Can't Wait" - 3:38
14. "Now Mary" - 1:47
15. "I Can Learn" - 3:31
16. "This Protector" - 2:10